# Glen Drover
Glen Drover (Ottawa, 25 maggio 1969) è un chitarrista canadese.

## Biografia
Agli inizi del ventunesimo secolo suona per gli Eidolon, gruppo fondato insieme al fratello Shawn ed è noto per aver suonato dal 2004 al 2008, sempre con il fratello, nei Megadeth, storico gruppo thrash metal fondato da Dave Mustaine; successivamente ha anche suonato con i King Diamond, incidendo tra l'altro un disco (House Of God) nel 2000.

## Band
- Eidolon (1993-presente)
- King Diamond (2000)
- Megadeth (2004-2008)
- Withering Scorn (2020-Attualmente)

## Discografia
in ordine cronologico:
- Eidolon - Sacred Shrine (1993) Perris Records
- Eidolon - Zero Hour (1996)
- Eidolon - Seven Spirits (1997)
- Eidolon - Nightmare World (2000) Metal Blade Records
- King Diamond - House of God (2000)
- Eidolon - Hallowed Apparition (2001) Metal Blade Records
- Eidolon - Coma Nation (2002) Metal Blade Records
- Eidolon - Apostles Of Defiance (2003) Metal Blade Records
- Eidolon - The Parallel Otherworld (2006) Escapi Music
- Megadeth - That One Night Live in Argentina (2006)
- Megadeth - United Abominations (2006) Roadrunner Records
- Withering Scorn - Prophets Of Demise (2023) Frontiers Records